# Madhouse (film, 2004)
Pour plus de détails, voir Fiche technique et Distribution.
Madhouse est un film américain réalisé par William Butler, sorti en 2004.

## Synopsis
Inquiété par l'ambiance dérangeante de l'asile dans lequel il vient d'être employé, Clark Stevens décide d'en savoir un peu plus sur les secrets que cache ce mystérieux établissement. Il va rapidement se lier de confiance avec un jeune patient, enfermé au sous-sol parmi les dangereux détraqués, qui va pouvoir lui en dire plus sur un certain garçonnet qui arpenterait les couloirs la nuit.

## Fiche technique
- Titre : Madhouse
- Réalisation : William Butler
- Scénario : William Butler
- Musique : Alberto Caruso
- Photographie : Viorel Sergovici
- Montage : Stephen Semel (en)
- Production : Tom Fox, Mona C. Vasiloiu & Henry Winterstern
- Sociétés de production : Lions Gate Films & Madhouse Productions
- Société de distribution : Lakeshore International
- Pays :  États-Unis
- Langue : Anglais
- Format : Couleur - Dolby Digital - 1.85:1
- Genre : Horreur
- Durée : 87 min

## Distribution
- Joshua Leonard : Clark Stevens
- Jordan Ladd : Sara
- Lance Henriksen : Dr. Franks
- Natasha Lyonne : Alice
- Dendire Taylor : Infirmière Hendricks
- Leslie Jordan : Dr. Morton
- Patrika Darbo : Betty
- Christian Leffler : Drake